# パトリシオ・エイルウィン
パトリシオ・エイルウィン・アソーカル（西: Patricio Aylwin Azocar、1918年11月26日 - 2016年4月19日 ）は、チリの政治家。同国大統領（第31代、1990年-1994年）などを歴任。アイルランド系チリ人。名誉法学博士(早稲田大学)などの称号を保有する。

## 経歴
ビーニャ・デル・マルにて父ミゲル・エイルウィンと母ラウラ・アソカルの5人兄弟の長男として生まれた。法律家の一家で、父は後にチリ最高裁長官を務めた。チリ大学科学・法・社会部で学び、弁護士になった。その後チリ大学、およびチリ・カトリック大学で行政法の教授を最初に務め、さらに国立研究所で市民教育及び政治経済学の教授を務めた。

## 政治
1945年にファランヘ党に参加、1957年に同党がキリスト教民主党に改組した際には結成メンバーとなり、党首を1958年から60年までつとめた。1964年には、上院議員に当選、1969年、国連総会にチリ代表として出席。1971年には、上院議長に就任したが、72年に辞任。1970年に成立したアジェンデ政権と激しく対立し、右派連合を結成してアウグスト・ピノチェトのクーデターを支援した。彼は、軍事政権は暫定政権と考え、その後速やかにキリスト教民主党を中心とした民主政権に移行すると期待していたが、ピノチェトは政権を手放さず、軍政はその後17年も続いた。そのため、やがて彼は軍政支持を離れ、軍政反対派の指導者として民政復帰に向けた活動するようになった。
1989年、ピノチェトの後任を決める大統領選にコンセルタシオン・デモクラシア（中道政党連合）から出馬した。かつてピノチェトのクーデターの賛美者であったという彼の過去にもかかわらず、左派勢力の大部分も軍政打倒のため大同団結してこれを支持した。対して、ピノチェト支持派は分裂して二人の候補者が立ったため、選挙は大差でエイルウィンが勝利し、大統領就任直後の4月に真実和解委員会を設置して軍事政権時代の軍による人権侵害事件の真相究明に動き出した。しかし、ピノチェトは依然として陸軍総司令官の地位に留まって軍部を支配し続けてクーデターを正当化しただけでなく、クーデターまがいの行動をとって軍事政権の人権侵害の責任追及を妨害するなど、軍部の影響力を排除することはできなかった。また与党の国会議席数が足りなかったため、ピノチェトの制定した憲法を改正することができなかった（選挙によらない軍の任命議員が存在したため）。

## 著書
- 『Youth Voter Participation: Involving Today's Young in Tomorrow's Democracy』（International IDEA；1999/12）
- 『太平洋の旭日』（共著・池田大作；河出書房新社； 1997/10）

## 脚註
1. ↑  Murió el expresidente chileno Patricio Aylwin
2. ↑  具体的には民政発足直後の1990年12月19日に陸軍が「第1水準待機令」を発し、全土の軍部隊を戦闘準備態勢に置いた行動（陸軍待機令事件）。そして1993年5月、エイルウィンの外遊中に戦闘服で重装備した軍人を陸軍将官会議場の周辺に配備する示威行動（ボイナソ事件）がある。浦部浩之 (日本学術振興会特別研究員・筑波大学大学院) (1996年). “論文 チリ民主化とエイルウィン政権 の人権政策 その成果 と限界” (PDF).   ラテンアメ リカ研究年報NO16(1996年). p. 133,149. 2020年2月8日閲覧。